# Хемен
В Египетската митология, Хемен е бог-сокол, почитан в египетския град Хефат и бил изобразяван по времето на Старото царство, убивайки хипопотами и други символични животни на хаоса.